# JRC
JRC — українська музична компанія, створена 1998 року.
Першим релізом, який був виданий на «JRC», став макси-сингл «Танець душ» співачки Юлії Лорд
Серед українських артистів, які працювали з компанією були Ірина Білик, Воплі Відоплясова, Green Grey, Дмитро Клімашенко, Mad Heads, Раббота Хо, Олександр Семчук, Анна Середенко, Оксана Vояж та ін.
Лейбл також займався ліцензуванням альбомів російських виконавців — Земфіри, Валерія Меладзе, гуртів Король и Шут та Дискотека Авария.